# Li Baojin
Li Baojin, född 2 november 1959, är en friidrottare från Kina. Han deltog vid olympiska sommarspelen 1988.